# Orthocladius
Orthocladius är ett släkte av tvåvingar som beskrevs av Frederik Maurits van der Wulp 1874. Orthocladius ingår i familjen fjädermyggor.

## Dottertaxa tillOrthocladius, i alfabetisk ordning[1][2]
- Orthocladius abiskoensis
- Orthocladius albiclava
- Orthocladius albidohalteralis
- Orthocladius albilobus
- Orthocladius albitarsis
- Orthocladius albocinctus
- Orthocladius albrechti
- Orthocladius algerinus
- Orthocladius almskari
- Orthocladius alpinus
- Orthocladius amniculorum
- Orthocladius amplullaceus
- Orthocladius androgynus
- Orthocladius annectens
- Orthocladius annellae
- Orthocladius antennalis
- Orthocladius appersoni
- Orthocladius aprilinus
- Orthocladius arcticus
- Orthocladius articulatus
- Orthocladius asamadentalis
- Orthocladius ashei
- Orthocladius ater
- Orthocladius atriforceps
- Orthocladius atrimanus
- Orthocladius atripluma
- Orthocladius attenuatus
- Orthocladius austriacus
- Orthocladius barbatiforceps
- Orthocladius barbatus
- Orthocladius barbicornis
- Orthocladius barilochensis
- Orthocladius bergensis
- Orthocladius bicuspis
- Orthocladius bifasciatus
- Orthocladius bifidus
- Orthocladius bilobatus
- Orthocladius bilyji
- Orthocladius binotatus
- Orthocladius biwainfirmus
- Orthocladius biwaniger
- Orthocladius biverticillatus
- Orthocladius bomolai
- Orthocladius borealis
- Orthocladius brachypus
- Orthocladius brevicornis
- Orthocladius brevipennis
- Orthocladius breviseta
- Orthocladius bryophila
- Orthocladius bulgarensis
- Orthocladius calomera
- Orthocladius calosandolum
- Orthocladius calvus
- Orthocladius campestris
- Orthocladius carlatus
- Orthocladius cavistylus
- Orthocladius charensis
- Orthocladius chilensis
- Orthocladius chuzeseptimus
- Orthocladius chuzesextus
- Orthocladius clarkei
- Orthocladius clepsydrus
- Orthocladius coffmani
- Orthocladius cognatus
- Orthocladius confusus
- Orthocladius consmilis
- Orthocladius consobrinus
- Orthocladius cooki
- Orthocladius coracellus
- Orthocladius corax
- Orthocladius corporaali
- Orthocladius crassus
- Orthocladius curtipalpis
- Orthocladius curtiseta
- Orthocladius davisi
- Orthocladius decoratus
- Orthocladius defensus
- Orthocladius deflectus
- Orthocladius dentatus
- Orthocladius dentifer
- Orthocladius difficilis
- Orthocladius dispar
- Orthocladius dissimilis
- Orthocladius distalis
- Orthocladius distylus
- Orthocladius diversus
- Orthocladius divisus
- Orthocladius doloplastoides
- Orthocladius dorenus
- Orthocladius dubitatus
- Orthocladius eurycnemoides
- Orthocladius excavatus
- Orthocladius fallax
- Orthocladius ferringtoni
- Orthocladius filamentosus
- Orthocladius filipes
- Orthocladius fissicornis
- Orthocladius flaveolus
- Orthocladius fluviatilis
- Orthocladius fossarum
- Orthocladius franzi
- Orthocladius frigidus
- Orthocladius fuscicauda
- Orthocladius fusciceps
- Orthocladius fusciforceps
- Orthocladius fuscimanus
- Orthocladius fusiformis
- Orthocladius gelidorum
- Orthocladius gelidus
- Orthocladius glabripennis
- Orthocladius glacialis
- Orthocladius glacicalis
- Orthocladius grimshawi
- Orthocladius griseicollis
- Orthocladius groenlandensis
- Orthocladius haesitans
- Orthocladius halvorseni
- Orthocladius harnischi
- Orthocladius harrisoni
- Orthocladius hazenensis
- Orthocladius hellenthali
- Orthocladius heptatomus
- Orthocladius hockaiensis
- Orthocladius holsatus
- Orthocladius inaequalis
- Orthocladius insigniforceps
- Orthocladius insolitus
- Orthocladius insulanus
- Orthocladius italicus
- Orthocladius janetscheki
- Orthocladius kamihiroi
- Orthocladius kamisemai
- Orthocladius kanii
- Orthocladius kauaiensis
- Orthocladius kervillei
- Orthocladius kiefferulus
- Orthocladius kinangopi
- Orthocladius knabeni
- Orthocladius knuthi
- Orthocladius lacteipennis
- Orthocladius lactescens
- Orthocladius lacustris
- Orthocladius lamellatus
- Orthocladius lapponicus
- Orthocladius lateralis
- Orthocladius latiforceps
- Orthocladius lenzi
- Orthocladius lenzianus
- Orthocladius leucolabis
- Orthocladius leucura
- Orthocladius lignicola
- Orthocladius lineolatus
- Orthocladius littoris
- Orthocladius lobatipennis
- Orthocladius lobulifera
- Orthocladius longiradius
- Orthocladius lunzensis
- Orthocladius luteibasis
- Orthocladius luteipes
- Orthocladius luteus
- Orthocladius macrorhynchus
- Orthocladius maius
- Orthocladius makabensis
- Orthocladius mallochi
- Orthocladius manitobensis
- Orthocladius marchettii
- Orthocladius marginatus
- Orthocladius mariellae
- Orthocladius masseinii
- Orthocladius mauiensis
- Orthocladius maurus
- Orthocladius megalochirus
- Orthocladius melanosoma
- Orthocladius membranisensoria
- Orthocladius merdionalis
- Orthocladius microtomus
- Orthocladius minutus
- Orthocladius mitisi
- Orthocladius mixtus
- Orthocladius monticola
- Orthocladius multidentatus
- Orthocladius murvanidzei
- Orthocladius musester
- Orthocladius nagaokensis
- Orthocladius nigripectus
- Orthocladius nigripes
- Orthocladius nigritus
- Orthocladius nigroplotus
- Orthocladius nilicola
- Orthocladius nimidens
- Orthocladius nitidiscutellatus
- Orthocladius nitidoscutellatus
- Orthocladius niveiforceps
- Orthocladius nivicola
- Orthocladius nivium
- Orthocladius nivosus
- Orthocladius novostylus
- Orthocladius nudipennis
- Orthocladius nudisquama
- Orthocladius nudus
- Orthocladius nympha
- Orthocladius oahuensis
- Orthocladius oblidens
- Orthocladius obumbratus
- Orthocladius olivaceus
- Orthocladius oliveri
- Orthocladius oriplanus
- Orthocladius ottilianus
- Orthocladius pallidicornis
- Orthocladius paluster
- Orthocladius patagonicus
- Orthocladius pedestris
- Orthocladius perpusillus
- Orthocladius pictipennis
- Orthocladius pinderi
- Orthocladius ploenensis
- Orthocladius pretorianus
- Orthocladius priomixtus
- Orthocladius publicus
- Orthocladius pulchellus
- Orthocladius pulchralis
- Orthocladius rachelae
- Orthocladius rarus
- Orthocladius reofilus
- Orthocladius rhyacobius
- Orthocladius rivalris
- Orthocladius rivicola
- Orthocladius rivinus
- Orthocladius rivulorum
- Orthocladius robacki
- Orthocladius roussellae
- Orthocladius rubicundus
- Orthocladius ruffoi
- Orthocladius saetheri
- Orthocladius sahorensis
- Orthocladius sakhalinensis
- Orthocladius sanctibenedicti
- Orthocladius saxicola
- Orthocladius saxosus
- Orthocladius scaturiginis
- Orthocladius schnelli
- Orthocladius seiryugeheus
- Orthocladius septris
- Orthocladius setosinervis
- Orthocladius setosus
- Orthocladius severini
- Orthocladius smolandicus
- Orthocladius sordens
- Orthocladius sphagnorum
- Orthocladius spitzbergensis
- Orthocladius stadleri
- Orthocladius stagnicola
- Orthocladius strandi
- Orthocladius stuckenbergi
- Orthocladius subglaber
- Orthocladius subletteorum
- Orthocladius subletti
- Orthocladius sublettorum
- Orthocladius succineus
- Orthocladius suspensus
- Orthocladius tamanitidus
- Orthocladius tamaputridus
- Orthocladius tamarutilus
- Orthocladius teletskensis
- Orthocladius telochaetus
- Orthocladius tenuiventris
- Orthocladius terricola
- Orthocladius tetrachaetus
- Orthocladius thienemanni
- Orthocladius ticinoi
- Orthocladius timoni
- Orthocladius tolleti
- Orthocladius tridentiger
- Orthocladius trifidus
- Orthocladius trifurcatus
- Orthocladius trigonolabis
- Orthocladius tunisiae
- Orthocladius turficola
- Orthocladius tusimoopeus
- Orthocladius tusimopequeus
- Orthocladius ulaanbaatus
- Orthocladius umbraticus
- Orthocladius uniradialis
- Orthocladius vaillanti
- Orthocladius vanoyei
- Orthocladius wetterensis
- Orthocladius viator
- Orthocladius vicinus
- Orthocladius wiensi
- Orthocladius williamsi
- Orthocladius wirthi
- Orthocladius yosii
- Orthocladius yugashimaensis